# Can Plans
Can Plans és un edifici del municipi d'Hostalric (Selva) que forma part de l'Inventari del Patrimoni Arquitectònic de Catalunya.

## Descripció
És una casa situada en el nucli urbà, que dona en la seva façana principal a la plaça dels Bous i en la seva façana lateral dreta, al carrer Major. És un edifici de planta rectangular, consta de planta baixa i dos pisos i coronada per un terrat amb balaustrada de pedra i amb una coberta a doble vessant amb teula àrab.

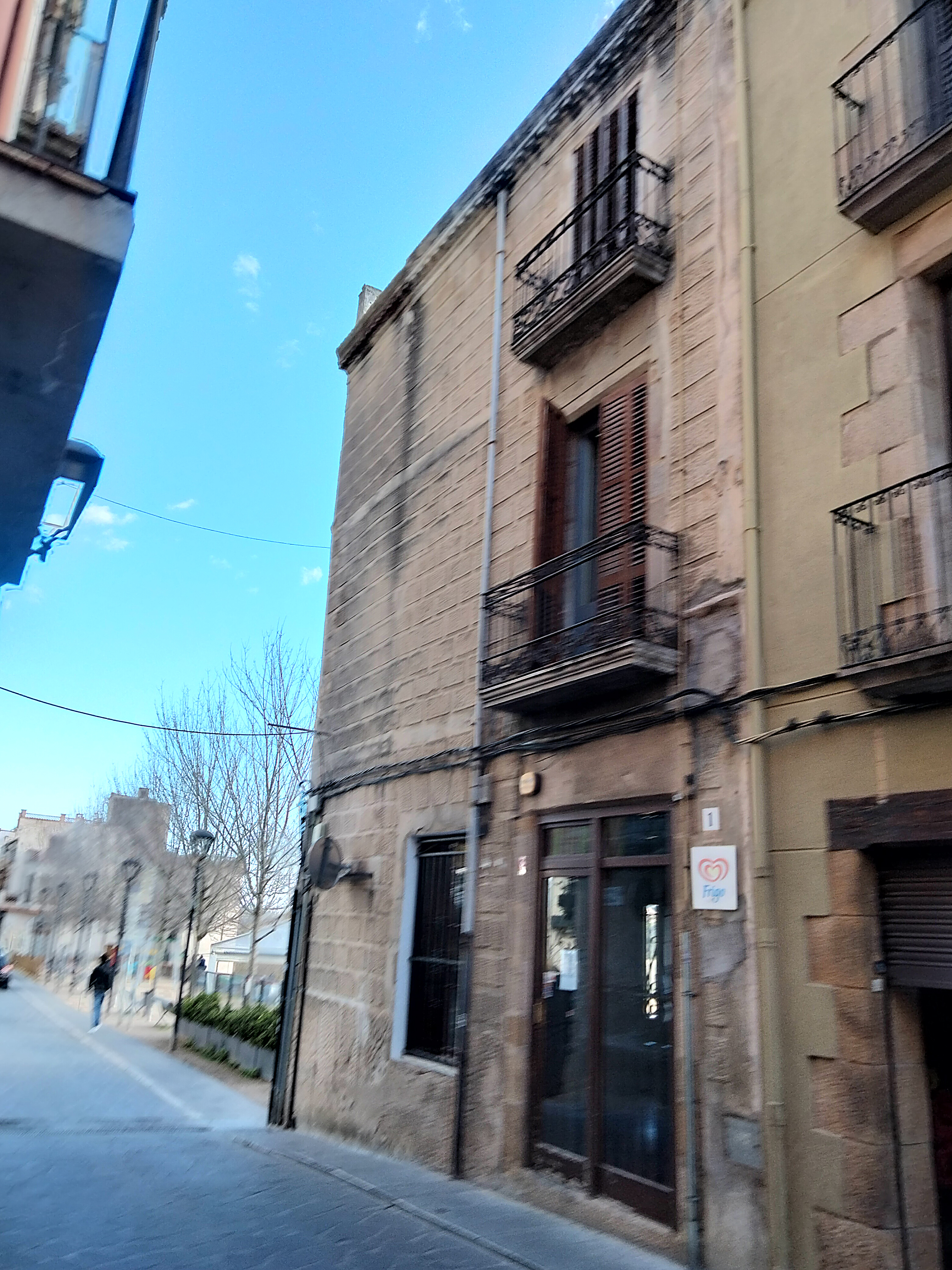
Façana del carrer Major

Tres quartes parts de la façana principal són en pedra, mentre que la part de façana que correspon al segon pis, està arrebossada i pintada de color terra (a més el primer i el segon pis estan separats per una cornisa continua). A la planta baixa hi ha una porta quadrangular amb dovelles. Al primer pis hi ha una finestra amb motllura desplaçada a l'esquerra i amb un balcó, amb barana de ferro forjat. Al tercer pis hi ha tres finestres amb balcó amb forma convexa i amb barana de ferro. La façana que dona al carrer Major és de fals encoixinat. Únicament té una finestra i una porta a la planta baixa, i una finestra amb balcó al primer i al segon pis.
La casa sempre ha estat propietat de la família Plans.